# Vorges-les-Pins
Vorges-les-Pins è un comune francese di 537 abitanti situato nel dipartimento del Doubs nella regione della Borgogna-Franca Contea.

## Società

### Evoluzione demografica
Abitanti censiti